# Microsphecia
Microsphecia là một chi bướm đêm thuộc họ Sesiidae.

## Các loài
- Microsphecia brosiformis (Hübner, [1808-1813])
- Microsphecia tineiformis (Esper, [1789])